# Congiura del Tiepolo
Nella storia veneziana la congiura del Tiepolo è una fallita congiura ordita nel 1310 contro il governo della Repubblica di Venezia e guidata dai patrizi Marco Querini, Bajamonte Tiepolo e Badoero Badoer.

## Storia

### Antefatto

#### La situazione politica
Tra la fine del Duecento e gli inizi del Trecento, si combatteva a Venezia una lotta tra le famiglie esponenti di quel partito "popolare" che si batteva per il mantenimento del vigente sistema comunale e la fazione aristocratica, che tentava invece di prendere per sé il potere.
Si trattava essenzialmente d'una contrapposizione tra le famiglie patrizie composte dalle dodici casate apostoliche e dalle antiche famiglie ducali, e i cittadini "arricchiti" che, dopo aver sostenuto i nobili nella presa del potere contro il vecchio sistema monarchico-ducale, si vedevano ora costrette a cederlo nuovamente ai vecchi "proprietari".
In questo quadro, i potenti casati dei Querini, dei Tiepolo e dei Badoer, si erano trovati ad appoggiare, contro gli interessi del resto della classe patrizia, le istanze delle famiglie medio-piccole, divenute loro bacino di potere e clientela.
Nel 1289 era sfumata di un soffio l'elezione a Doge del popolare Giacomo Tiepolo figlio di Lorenzo, già acclamato dalla popolazione, in favore di Pietro Gradenigo, capo del partito aristocratico.

Nel 1297 gli aristocratici erano infine riusciti a varare una riforma costituzionale, la Serrata del Maggior Consiglio, che aveva di fatto avviato il processo di esclusione di nuove famiglie dal Governo della Repubblica.

Le successive leggi del 1298-1299 avevano ulteriormente inasprito la situazione e, nonostante un fallito tentativo insurrezionale guidato nel 1300 da Marin Bocconio, i popolari vennero sempre più chiusi in un angolo, incapaci di opporsi anche ai successivi provvedimenti dello stesso 1300 e del 1307.
La guerra di Ferrara, fortemente voluta dagli aristocratici per il possesso della città estense ed il controllo sul Po e sulle saline di Comacchio, costando a Venezia lo scontro con il Pontefice, la scomunica ed un alto prezzo di vite umane, sembrava però mettere in discussione il neonato predominio aristocratico.

#### Gli scontri del 1309
Al termine dalla guerra, il Doge e la sua fazione addossarono le responsabilità della sconfitta ad uno dei principali esponenti del partito avversario: Marco Querini venne accusato di viltà per aver permesso al nemico d'impossessarsi, adombrando addirittura l'ombra del dolo, della fortezza chiave di Castel Tedaldo, causando la perdita di numerosi uomini e, in definitiva, della stessa guerra.
A questo si aggiungevano altri attacchi personali ai membri della fazione: da una parte, il fratello di Marco Querini, Pietro Pizzagallo venne condannato dall'avogador Marco Dandolo per aver lasciato impunita, durante la sua bailìa a Negroponte, un'aggressione subita dal figlio Nicolò, dall'altra il genero, Bajamonte Tiepolo, veniva multato a luglio per indebita appropriazione di beni pubblici durante la sua reggenza delle colonie di Corone e Modone.
Nel mese di settembre, nell'occasione dell'elezione a Consigliere Ducale di Doimo, conte di Veglia, i Querini tentarono di contrattaccare accusando il Doge e il suo partito di prevaricare la legge con una nomina irregolare: ne nacque un acceso scontro politico, che, nonostante degenerasse in aperta rissa, non impedì al Maggior Consiglio di approvare infine la nomina di Doimo.

Gli scontri proseguirono anche nei giorni successivi, con i Querini, i Tiepolo e i Badoer, da una parte, a fronteggiarsi con i Giustiniani, i Dandolo e i Gradenigo, dall'altra: nella contesa rimase addirittura ferito il vecchio Jacopo Tiepolo. Il Governo emanò quindi un decreto per proibire l'uso delle armi, assegnando il compito di vigilare sull'applicazione ai Signori della Notte.

Proprio in occasione di questi controlli, Pietro Querini, spinse a terra - forse per errore, forse perché sdegnato per la perquisizione che si faceva sulla sua persona, forse perché provocato ad arte - il signore di notte Marco Morosini, innescando un tumulto nella zona di Rialto, per il quale venne pesantemente multato.
Chiusi in un angolo, i Querini e i loro alleati iniziarono a meditare l'azione di forza. Le condizioni per una congiura c'erano tutte: le motivazioni politiche, quelle private, sostenitori agguerriti e umiliati, la causa nobile della Libertà con cui far leva sulla popolazione. Rimaneva da superare solo, l'opposizione del vecchio Jacopo Querini, capo della famiglia, ma la sua nomina a bailo presso la corte bizantina e la conseguente partenza per Costantinopoli, rimossero anche l'ultimo ostacolo.

### La congiura
Riuniti gli alleati per decidere le linee d'azione, Marco Querini fece richiamare il genero Bajamonte dal volontario esilio in cui si era ritirato: la sua personalità e il forte ascendente popolare, che gli valevano il soprannome di Gran Cavaliere, oltre all'appartenenza ad una famiglia che aveva dato ben due dogi alla Repubblica nell'ultimo secolo, erano fondamentali per il successo dell'impresa.

Nelle riunioni tenute dai congiurati nella Ca'Granda dei Querini, emerse come linea politica la necessità di rovesciare il governo aristocratico e di sbarazzarsi del doge Gradenigo, additato come principale responsabile, con la sua politica, della disastrosa guerra con il Papato, della scomunica ricaduta sulla città, dell'esclusione di tanti cittadini dal governo e delle azioni di giustizia arbitraria condotte contro gli oppositori.
L'azione venne fissata per l'alba di domenica 14 giugno 1310.

#### Il piano
Secondo il piano, sarebbero entrate in azione tre colonne.

Le prime due, comandate rispettivamente da Marco Querini e Bajamonte Tiepolo, si sarebbero raccolte a Rialto per attaccare poi simultaneamente piazza San Marco, la prima da nord-ovest, attraverso la calle dei Fabbri, la seconda da nord, attraverso la via delle Mercerie, entrambe con l'obbiettivo di cogliere di sorpresa le guardie, espugnare Palazzo Ducale - sede del governo - ed uccidere il Doge.

La terza colonna sarebbe stata invece comandata da Badoero Badoer, che raccogliendo genti padovane, sarebbe avanzata dalla Terraferma attraverso la laguna, per convergere anch'essa su Venezia.

#### Il fallimento dell'azione

##### La scoperta della congiura
La sorpresa venne annullata dalla delazione di uno dei congiurati, Marco Donà, uomo della prima ora, poi ritiratosi, che mise sull'avviso il vecchio Pietro Gradenigo. Il Doge non perse tempo: rafforzò la guardia al Palazzo, mandò a chiamare precipitosamente i podestà di Murano, Torcello e Chioggia, perché lo raggiungessero coi loro rinforzi, e convocò le principali magistrature, il Minor Consiglio, gli Avogadori, i capi della Quarantia. Allertò quindi anche i suoi principali alleati, perché accorressero con i loro servi armati.
Nella notte, Guido Canal, Marco Michiel e Matteo Manolesso vennero inviati presso Pietro Querini per convincere i congiurati a desistere dai loro disegni. La missione fallì e i messaggeri ducali furono quasi passati a fil di spada.

##### L'assalto alla piazza
Legato all'episodio della congiura del Tiepolo è l'episodio della vecia del morter (la "vecchia del mortaio"). L'anziana donna, il cui nome sarebbe stato Giustina o Lucia Rossi, che secondo la tradizione abitava nelle Mercerie, a pochi metri dall'attuale Torre dell'Orologio, sarebbe stata inconsapevole protagonista della vittoria sui rivoltosi quando, lasciando cadere un pesante mortaio di pietra dalla finestra della sua casa, avrebbe colpito in testa proprio il vessillifero di Bajamonte Tiepolo, uccidendolo sul colpo: la caduta della bandiera avrebbe provocato la rotta dei rivoltosi e la vittoria della Repubblica. L'evento, forse in parte leggendario, venne comunque propagandato dal governo come segno di fedeltà popolare e, per decreto, alla donna e ai suoi discendenti venne concesso in perpetuo il diritto di esporre il gonfalone di San Marco nel giorno di San Vio e nelle altre solennità e il blocco a 15 ducati dell'affitto pagato per la casa ai Procuratori di San Marco. Ancor oggi una lapide commemorativa è visibile nei pressi della finestra che sarebbe stata della Rossi.

Sempre al medesimo episodio sarebbe tradizionalmente riconducibile il toponimo di Ponte dei Dai o  del malpasso assegnato al ponte che da Piazza San Marco conduce, scavalcando il rio delle Procuratie, alla calle dei Fabbri: dai sarebbe infatti stata la frase di incitamento dei rivoltosi in fuga della colonna Querini e dei loro inseguitori, guidati da Marco Giustinian e Antolin Dandolo (in si collega però il toponimo ai dadi da gioco prodotti invece nelle vicinanze).
Mentre tutto questo accadeva all'insaputa dei congiurati, questi si riunirono come convenuto, all'alba del giorno prefissato, nel palazzo dei Querini a Rialto. Nonostante infuriasse su Venezia la tempesta, che rendeva difficoltosi gli spostamenti e metteva a rischio la stessa attuazione del piano, Bajamonte ed il suocero Marco presero il comando delle due colonne e puntarono decisi sull'obbiettivo, al grido di Libertà e morte al doge Gradenigo.
Le strade fangose ed il brutto tempo rendevano difficile il coordinamento tra le due colonne, rendendo al contempo arduo l'arrivo dei rinforzi dalla Terraferma.

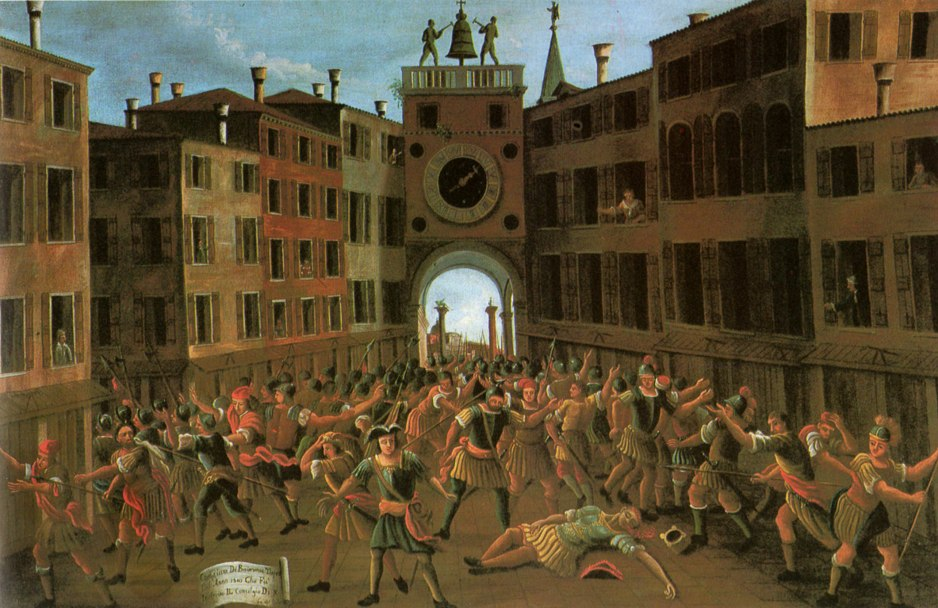
Gabriel Bella, La congiura di Bajamonte Tiepolo

Giunta per prima in vista della piazza la colonna del Querini si trovò davanti all'improvviso schierati in buon ordine il Doge e gli uomini di Marco Giustinian, di Antonino Dandolo e di suo fratello.
Vistisi scoperti e presi di sorpresa, gli uomini del Querini sbandarono, dandosi precipitosamente alla fuga, inseguiti da vicino dal nemico, lasciando sul
terreno lo stesso Marco Querini e suo figlio Benedetto.

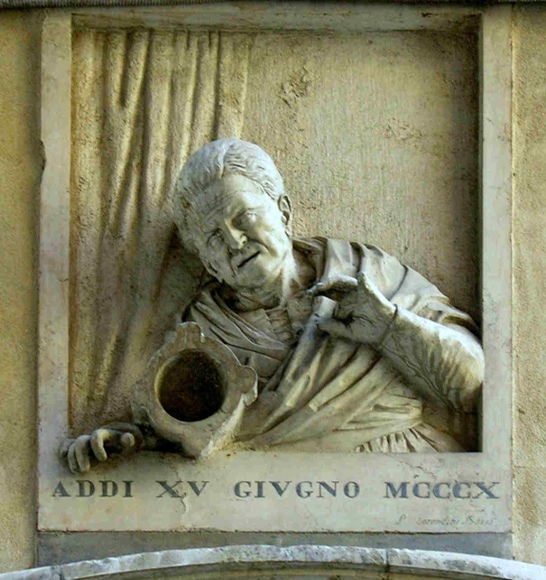
Vecia del Morter

Poco distante il Tiepolo, giunto nel campo San Zulian, forse rendendosi conto che qualcosa non andava, divise le sue forze in due tronconi: con uno si lanciò direttamente verso la piazza lungo le Mercerie, mentre l'altro aggirò l'accesso più a nord, penetrando nella piazzetta nei pressi della chiesa di San Basso. Gli armati del Doge stavano nella piazza ad aspettarli. Ne nacque un aspro combattimento, mentre le grida e il rumore di battaglia facevano accorrere da più parti semplici cittadini e popolani.
Proprio quando il combattimento si faceva più aspro la caduta del vessillifero del Tiepolo, che recava lo stendardo con la scritta LIBERTAS, forse abbattuto da un pesante mortaio lanciato dalla finestra di casa da una donna, provocò la ritirata generale dei rivoltosi.
Mentre i superstiti della colonna Querini venivano raggiunti e fatti prigionieri presso il campo San Luca dalle truppe armate della Scuola Grande della Carità e della Scuola dei Pittori, il Tiepolo e il grosso dei suoi uomini riuscirono a ripiegare in buon ordine al di là del ponte di Rialto, che venne dato alle fiamme per consentire ai ribelli di asserragliarsi nella zona del mercato, dove si trovavano i palazzi dei Querini. Nella zona vennero incendiati anche gli edifici pubblici: il palazzo del magistrato dei Cinque alla Pace e l'ufficio del frumento.
Così stando la situazione, con un intero settore della città in mano agli insorti, da una parte, e l'imminente arrivo della colonna di Padovani al comando del Badoer, dall'altra, il pericolo per il governo era ancora grave. Il doge Gradenigo decise allora di risolvere per primo il problema dei Badoer, inviando contro di lui il podestà clodiense Ugolino Giustinian, che lo intercettò, facendolo prigioniero assieme a tutti i suoi.

Il Doge ordinò quindi ad Antolin Dandolo e Baldovino Dolfin di circondare le posizioni dei ribelli a Rialto, offrendo al Tiepolo l'occasione di arrendersi.
Il Gradenigo si avvalse, come ambasciatori, prima di alcuni mercanti milanesi, poi di Giovanni Soranzo e Matteo Manolesso, ma senza risultato: il Tiepolo rifiutava ogni proposta. Infine l'intervento del consigliere ducale Filippo Belegno riuscì a convincere in extremis Bajamonte Tiepolo a deporre le armi.

#### La repressione immediata

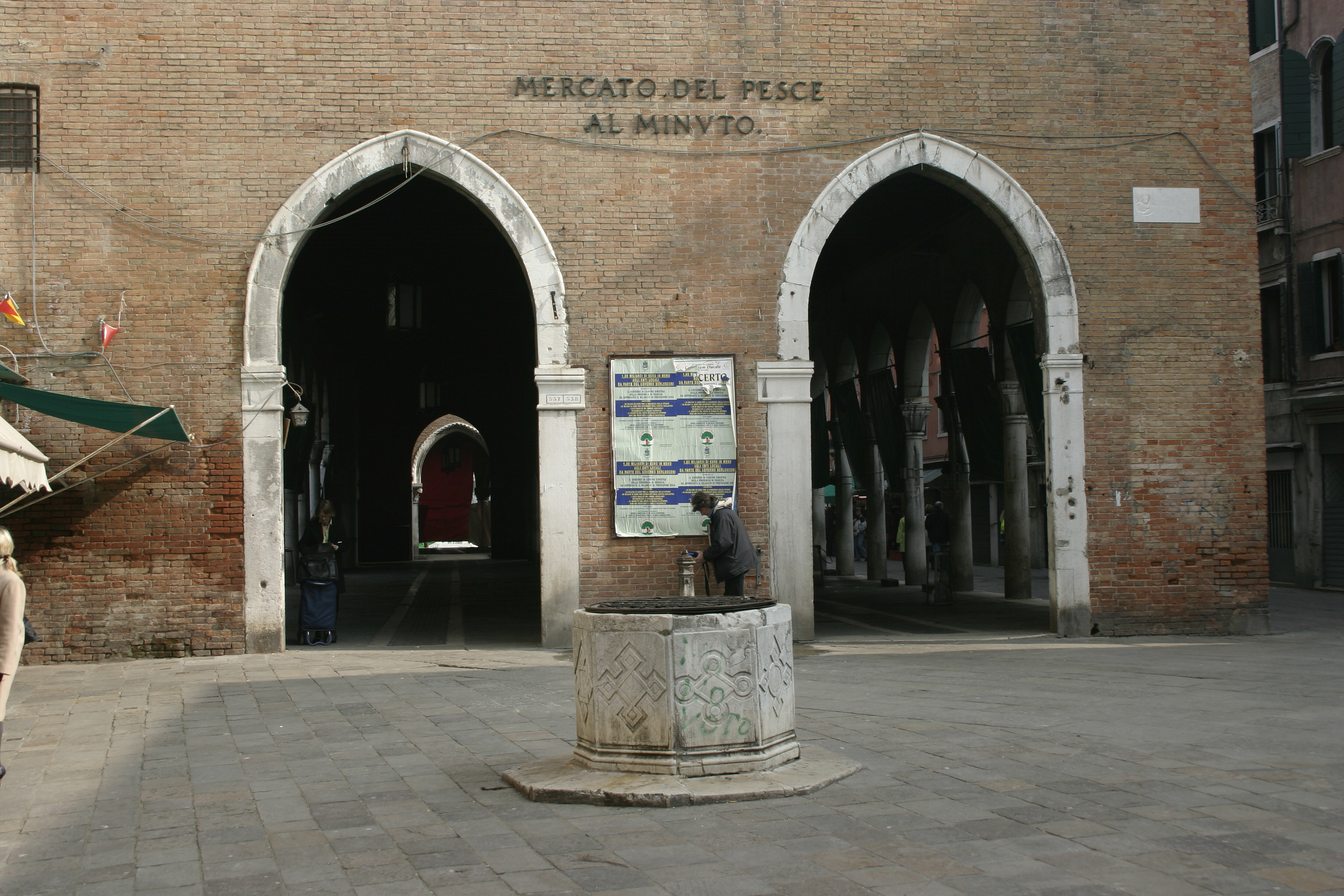
Le arcate del Mercato del Pesce di Rialto rivolte verso il campo delle Beccarie proverrebbero dal palazzo Ca' Granda dei Querini, demolito dopo la loro partecipazione alla congiura.

Il 17 giugno, tre giorni dopo l'inizio degli scontri, il Maggior Consiglio confermò con 361 voti favorevoli, 6 contrari e 10 astenuti, il patto stipulato tra il Doge e il Tiepolo, consentendo a questi e ai più stretti alleati di lasciare Venezia e il Dogado, esiliati per quattro anni in Schiavonia, con l'obbligo di non avvicinarsi a Zara e di non recarsi in alcun paese nemico della Repubblica. Agli altri congiurati, che figurassero tra gli eleggibili o gli eletti al Maggior Consiglio, venne comandato il confino per quattro anni in località scelte dal Doge, con l'obbligo di non avvicinarsi a Padova, Vicenza e Treviso o ad altro territorio nemico di Venezia. I restanti rivoltosi catturati a Rialto furono amnistiati, a condizione che facessero atto di sottomissione al Doge e alla Repubblica.
Il Badoer, invece, che era stato catturato prima dell'accordo di resa, venne imprigionato, torturato ed infine condotto il 18 giugno a processo davanti al Supremo Tribunale della Quarantia: il 22 giugno venne emanata la sentenza di morte, eseguita il giorno stesso per decapitazione.

Il giorno successivo fu la volta dei suoi compagni: ai capi (Saggino d'Este, Jacopo da Conegliano, Cecco d'Este, Giovanni e Gerardo d'Este, Giovanni Candidi) venne tagliata la testa, gli altri vennero invece impiccati alle forche.
Il 2 luglio il Maggior Consiglio impose il bando, da applicarsi entro gli otto giorni successivi, anche per le mogli dei condannati e degli esiliati, ordinando poi la redistribuzione degli incarichi pubblici appartenuti ai congiurati e la demolizione della casa del Tiepolo in parrocchia di Sant'Agostino e della Ca' Granda dei Querini. Poi si dichiarò per decreto come festivo il giorno di San Vio (15 giugno), per grazia ricevuta della salvezza dello Stato.

In ringraziamento per la fedeltà, la Repubblica concesse per perpetuo decreto alla confraternita della Scuola Grande della Carità di issare il proprio stendardo assieme al gonfalone di San Marco sul pilone di campo San Luca, mentre all'anziana che aveva abbattuto la bandiera del Tiepolo, venne permesso di esporre il vessillo marciano nei giorni di festa.

Alla chiesa di San Vio vennero simbolicamente donati gli stipiti e alcuni marmi (che pare siano gli stessi recuperati nella cappella attualmente visibile) della dimora del Tiepolo, prontamente rasa al suolo il 25 luglio, al posto della quale venne eretta una colonna d'infamia. La demolizione del palazzo dei Querini era invece rallentata dalla difficoltà di separarne la proprietà di Giovanni Querini, non coinvolto nella congiura, ma la cui casa confinava con quella dei fratelli: il Comune decise infine di acquistarne la parte per poter abbattere l'intero edificio, del quale rimasero solamente due grandi arcate, che nel 1339 vennero inglobate nella nuova sede del macello stesso.

Nel mese di dicembre, infine, venne imposto ai membri superstiti delle famiglie Querini e Tiepolo di mutare i propri stemmi araldici e di cancellare tutte le precedenti versioni presenti in città.

### Conseguenze
Per contrastare il costituirsi di nuove congiure contro l'ordine aristocratico della Repubblica, il Maggior Consiglio creò, con parte del 10 luglio 1310 un nuovo organismo: il Consiglio dei Dieci, che da tribunale speciale straordinario venne rinnovato di anno in anno sino a divenire, nel giro di venticinque anni, una stabile e quasi onnipotente magistratura dello Stato. Venne poi costituita una milizia cittadina affidata al comando dei Capisestiere pronta ad accorrere in qualunque momento al richiamo delle campane di San Marco sciolte a stormo.

Il 12 luglio vennero poi emanate nuove norme inerenti alle sedute del Maggior Consiglio: queste si sarebbero tenute a porte aperte e con la possibilità per i nobili di recarvisi armati, mentre al contempo pattuglie di soldati avrebbero presidiato la piazza e percorso i canali cittadini e la laguna.

### La congiura nella letteratura
La storia della congiura di Bajamonte Tiepolo ispirò allo scrittore spagnolo Francisco Martinez de la Rosa la stesura di un dramma dedicato a questa vicenda: La congiura di Venezia (1830), considerato «il primo trionfo romantico sulle scene madrilene».